# Unione Sportiva Triestina 1936-1937
Questa voce raccoglie le informazioni riguardanti l'Unione Sportiva Triestina nelle competizioni ufficiali della stagione 1936-1937.

## Rosa
| N. |                   | Ruolo | Calciatore        |
| -- | ----------------- | ----- | ----------------- |
|    | Italia (bandiera) | P     | Egidio Umer       |
|    | Italia (bandiera) | P     | Antonio Tricarico |
|    | Italia (bandiera) | D     | Giuseppe Geigerle |
|    | Italia (bandiera) | D     | Elio Loschi       |
|    | Italia (bandiera) | D     | Marino Nicoli     |
|    | Italia (bandiera) | D     | Arduino Ferrari   |
|    | Italia (bandiera) | C     | Bruno Chizzo      |
|    | Italia (bandiera) | C     | Luigi Spanghero   |
|    | Italia (bandiera) | C     | Piero Castello    |
|    | Italia (bandiera) | C     | Luigi Busidoni    |
|    | Italia (bandiera) | C     | Remo Costa        |

| N. |                   | Ruolo | Calciatore          |
| -- | ----------------- | ----- | ------------------- |
|    | Italia (bandiera) | C     | Emilio Rancilio     |
|    | Italia (bandiera) | C     | Ferdinando Dal Pont |
|    | Italia (bandiera) | C     | Marcello Cuffersin  |
|    | Italia (bandiera) | C     | Mario Villini       |
|    | Italia (bandiera) | A     | Piero Pasinati      |
|    | Italia (bandiera) | A     | Nereo Rocco         |
|    | Italia (bandiera) | A     | Luigi Colaussi      |
|    | Italia (bandiera) | A     | Germano Mian        |
|    | Italia (bandiera) | A     | Deo Baldi           |
|    | Italia (bandiera) | A     | Aldo Beorchia       |

## Statistiche

### Statistiche di squadra
| Competizione | Punti | In casa | In casa | In casa | In casa | In casa | In casa | In trasferta | In trasferta | In trasferta | In trasferta | In trasferta | In trasferta | Totale | Totale | Totale | Totale | Totale | Totale | DR |
| Competizione | Punti | G       | V       | N       | P       | Gf      | Gs      | G            | V            | N            | P            | Gf           | Gs           | G      | V      | N      | P      | Gf     | Gs     | DR |
| ------------ | ----- | ------- | ------- | ------- | ------- | ------- | ------- | ------------ | ------------ | ------------ | ------------ | ------------ | ------------ | ------ | ------ | ------ | ------ | ------ | ------ | -- |
| Serie A      | 26    | 15      | 5       | 6       | 4       | 17      | 15      | 15           | 2            | 6            | 7            | 12           | 21           | 30     | 7      | 12     | 11     | 29     | 36     | -7 |
| Coppa Italia |       | -       | -       | -       | -       | -       | -       | 1            | 0            | 0            | 1            | 1            | 2            | 1      | 0      | 0      | 1      | 1      | 2      | -1 |
| Totale       |       | 15      | 5       | 6       | 4       | 17      | 15      | 16           | 2            | 6            | 8            | 13           | 23           | 31     | 7      | 12     | 12     | 30     | 38     | -8 |

### Statistiche dei giocatori
| Giocatore    | Serie A  | Serie A | Coppa Italia | Coppa Italia | Totale   | Totale |
| Giocatore    | Presenze | Reti    | Presenze     | Reti         | Presenze | Reti   |
| ------------ | -------- | ------- | ------------ | ------------ | -------- | ------ |
| D. Baldi     | 4        | 0       | 1            | 0            | 5        | 0      |
| A. Beorchia  | 2        | 0       | -            | -            | 2        | 0      |
| L. Busidoni  | 18       | 7       | 1            | 0            | 19       | 7      |
| P. Castello  | 18       | 1       | 1            | 0            | 19       | 1      |
| B. Chizzo    | 30       | 4       | 1            | 1            | 31       | 5      |
| L. Colaussi  | 22       | 5       | -            | -            | 22       | 5      |
| R. Costa     | 17       | 2       | -            | -            | 17       | 2      |
| M. Cuffersin | 7        | 0       | -            | -            | 7        | 0      |
| F. Dal Pont  | 11       | 0       | 1            | 0            | 12       | 0      |
| A. Ferrari   | 1        | 0       | -            | -            | 1        | 0      |
| G. Geigerle  | 30       | 0       | 1            | 0            | 31       | 0      |
| E. Loschi    | 15       | 1       | -            | -            | 15       | 1      |
| G. Mian      | 19       | 3       | -            | -            | 19       | 3      |
| M. Nicoli    | 10       | 0       | 1            | 0            | 11       | 0      |
| P. Pasinati  | 28       | 2       | 1            | 0            | 29       | 2      |
| E. Rancilio  | 15       | 0       | 1            | 0            | 16       | 0      |
| N. Rocco     | 23       | 4       | 1            | 0            | 24       | 4      |
| L. Spanghero | 29       | 0       | -            | -            | 29       | 0      |
| A. Tricarico | 9        | -14     | -            | -            | 9        | -14    |
| E. Umer      | 21       | -22     | 1            | -2           | 22       | -24    |
| M. Villini   | 1        | 0       | -            | -            | 1        | 0      |